# Tramok
Tramok is een bestuurslaag in het regentschap Bangkalan van de provincie Oost-Java, Indonesië. Tramok telt 4372 inwoners (volkstelling 2010).